# (53285) Mojmír
(53285) Mojmír, désignation internationale (53285) Mojmir, est un astéroïde de la ceinture principale.

## Description
(53285) Mojmir est un astéroïde de la ceinture principale. Il fut découvert le 24 mars 1999 à l'Observatoire d'Ondřejov par l'Observatoire d'Ondřejov. Il présente une orbite caractérisée par un demi-grand axe de 2,92 UA, une excentricité de 0,12 et une inclinaison de 2,7° par rapport à l'écliptique.

## Compléments